# Ставок (пам'ятка природи)
Ставок — гідрологічна пам'ятка природи місцевого значення. Об'єкт розташований на території Маньківського району Черкаської області, смт Маньківка.
Площа — 27 га, статус отриманий у 1972 році.